# Адријан Гаџа
Адријан Гаџа (алб. Adrian Gaxha; мкд. Адријан Гаџа; Скопље, 13. фебруар 1984) албански је певач, текстописац, музички продуцент, плесач и предузетник из Северне Македоније. Победио је на Скопје фесту 2008. након чега је представљао Македонију на Песми Евровизије са песмом Let Me Love You.

## Биографија
Рођен је 13. фебруара 1984. године у албанској породици у Скопљу. У раној младости је открио своју страст за музиком и почео да свира виолу. Своју музичку каријеру започео је 2001. истовремено са учешћем на Нота фесту. Тамо је освојио прву награду, поставши први новајлија који је освојио и гласове жирија и публике. За кратко време је постао један од најпопуларнијих певача у Северној Македонији и Албанији, као и другим територијама на којима се говори албански језик. До данас је снимио четири албума, три на албанском и један на македонском језику.

## Дискографија
Студијски албуми
- (2003)
- (2004)
- (2008)
- (2010)